# Сомболац, Велимир
Велимир Сомболац (серб. Велимир Сомболац; 27 февраля 1939, Баня-Лука — 22 мая 2016, Градишка) — югославский футболист, играл на позиции защитника. Олимпийский чемпион 1960 года. Четырёхкратный чемпион Югославии в составе клуба «Партизан». По завершении карьеры игрока — футбольный тренер и функционер.

## Карьера

### Клубная
Следуя по стопам своего старшего брата Петра, начал играть в клубе родного города «Борац» (Баня-Лука), где он, вместе со своей командой, неожиданно занял третье место в югославском чемпионате молодёжного первенства. После этого успеха главный тренер молодёжной команды Ацо Мастала получил предложение возглавить основную команду «Барац», после перехода в которую он подтянул в основной состав и нескольких своих бывших подопечных, среди которых был и Велимир. Успешное выступление в небольшом, по югославским меркам, клубе на фоне вызова в юношескую сборную Югославии, привлекли внимание к молодому футболисту со стороны многократного чемпиона Югославии клуба «Партизан» в который Велимир перешёл в 1959 году.
В «Партизане» молодой футболист выходил на поле вместе с такими признанными мастерами как Милутин Шошкич, Фахрудин Юсуфи, Милан Галич и другими, в итоге проведя за белградцев 6 сезонов и отыграв в общей сложности 260 матчей он четыре раза становился чемпионом Югославии.
В 1965 году в возрасте 26-ти лет он перешёл в клуб «Олимпия» (Любляна) где провёл следующие 5 сезонов, выходя на поле вместе с таким мастером как Мишо Смайлович. Клуб из Словении стабильно занимал места в середине турнирной таблицы чемпионата Югославии, высшим достижением за эти пять сезонов стало восьмое место сезона 1965/66 годов.
В 1970 году уйдя из «Олимпии» в 31-летнем возрасте он провёл один сезон в составе клуба второй по значимости югославской лиги «Ориент», после чего вернулся в свой первый клуб «Борац» в котором в 1973 году и завершил игровую карьеру.

### В сборной
Во время выступления за клуб «Борац» в конце 1950-х привлекался к матчам молодёжной сборной Югославии в составе которой в итоге отыграл 10 матчей, после этого сыграл 5 матчей за национальную сборную «Б» (являвшуюся второй национальной сборной страны). В 1960 году был включен в состав Олимпийской национальной сборной на игры 1960 года в Риме, на Олимпиаде принял участие в двух матчах и завоевал звание Олимпийского чемпиона. Позже сыграл ещё 3 матча в составе национальной сборной.

### Тренерская
В 1973 году, сразу после завершения карьеры игрока, занялся тренерской деятельностью возглавив клуб региональной югославской лиги «FK Sloga Gornji Podgradc». В 1974 году вошёл в состав тренерского штаба клуба «Борац», в котором проработал 3 года. В 1976 году принимает приглашение возглавить клуб «Козара» из города Градишка в Республике Сербской, через три года уходит с должности главного тренера, и сосредотачивается на работе с молодёжным составом клуба.
После развала Югославии он переходит на работу в Федерацию футбола Республики Сербской, где выстраивает систему юношеских и молодёжных сборных республики.

## Титулы

### В клубе
«Партизан»
- Чемпион Югославии (4): 1960/61 1961/62, 1962/63, 1964/65

### В сборной
- Олимпийский чемпион Олимпиады 1960 года